# Natação no Campeonato Mundial de Esportes Aquáticos de 2015 - 100 m peito feminino
A prova dos 100 metros peito feminino da natação no Campeonato Mundial de Esportes Aquáticos de 2015 ocorreu nos dias 3 de agosto e 4 de agosto em Cazã na Rússia.

## Recordes
Antes desta competição, os recordes mundiais e do campeonato nesta prova eram os seguintes:
| Tipo                  | Atleta         | Tempo   | Local     | Data                |
| --------------------- | -------------- | ------- | --------- | ------------------- |
|                       | Rūta Meilutytė | 1:04.35 | Barcelona | 29 de julho de 2013 |
| Recorde do campeonato | Rūta Meilutytė | 1:04.35 | Barcelona | 29 de julho de 2013 |

## Medalhistas
| Ouro                  | Prata                | Bronze              |
| Yuliya Yefimova (RUS) | Rūta Meilutytė (LTU) | Alia Atkinson (JAM) |

## Resultados

### Eliminatórias
Esses foram os resultados das eliminatórias.
| Pos. | Bateria | Raia | Nadadora                  | Nacionalidade  | Tempo   | Notas |
| ---- | ------- | ---- | ------------------------- | -------------- | ------- | ----- |
| 1    | 6       | 4    | Yuliya Efimova            | Rússia         | 1:06.31 | Q     |
| 2    | 6       | 3    | Shi Jinglin               | China          | 1:06.45 | Q     |
| 3    | 6       | 5    | Jessica Hardy             | Estados Unidos | 1:06.68 | Q     |
| 4    | 7       | 4    | Rūta Meilutytė            | Lituânia       | 1:06.75 | Q     |
| 5    | 7       | 5    | Kanako Watanabe           | Japão          | 1:06.81 | Q     |
| 6    | 7       | 9    | Hrafnhildur Lúthersdóttir | Islândia       | 1:06.87 | Q,    |
| 7    | 7       | 6    | Taylor McKeown            | Austrália      | 1:06.97 | Q     |
| 8    | 5       | 3    | Jennie Johansson          | Suécia         | 1:07.09 | Q     |
| 8    | 7       | 3    | Alia Atkinson             | Jamaica        | 1:07.09 | Q     |
| 10   | 5       | 2    | Jessica Vall              | Espanha        | 1:07.13 | Q     |
| 11   | 6       | 8    | Fanny Lecluyse            | Bélgica        | 1:07.29 | Q,    |
| 12   | 6       | 2    | Lorna Tonks               | Austrália      | 1:07.32 | Q     |
| 13   | 5       | 4    | Rikke Møller Pedersen     | Dinamarca      | 1:07.39 | Q     |
| 14   | 5       | 9    | Rachel Nicol              | Canadá         | 1:07.52 | Q     |
| 14   | 6       | 6    | Arianna Castiglioni       | Itália         | 1:07.52 | Q     |
| 16   | 5       | 8    | Jenna Laukkanen           | Finlândia      | 1:07.58 | Q,    |
| 17   | 6       | 7    | Viktoriya Zeynep Gunes    | Turquia        | 1:07.60 |       |
| 18   | 7       | 7    | Rie Kaneto                | Japão          | 1:07.71 |       |
| 19   | 5       | 5    | Micah Lawrence            | Estados Unidos | 1:07.73 |       |
| 20   | 5       | 6    | Fiona Doyle               | Irlanda        | 1:07.81 |       |
| 21   | 4       | 5    | Kierra Smith              | Canadá         | 1:07.88 |       |
| 22   | 5       | 1    | Marina García Urzainqui   | Espanha        | 1:07.97 |       |
| 23   | 6       | 9    | Vanessa Grimberg          | Alemanha       | 1:08.04 |       |
| 24   | 7       | 1    | Petra Chocová             | Chéquia        | 1:08.09 |       |
| 25   | 6       | 1    | Ilaria Scarcella          | Itália         | 1:08.13 |       |
| 26   | 5       | 7    | Maria Astashkina          | Rússia         | 1:08.27 |       |
| 26   | 7       | 2    | Moniek Nijhuis            | Países Baixos  | 1:08.27 |       |
| 28   | 7       | 8    | Amit Ivry                 | Israel         | 1:09.08 |       |
| 29   | 7       | 0    | Mariya Liver              | Ucrânia        | 1:09.10 |       |
| 30   | 5       | 0    | He Yun                    | China          | 1:09.17 |       |

| Ver o restante da classificação | Ver o restante da classificação | Ver o restante da classificação | Ver o restante da classificação | Ver o restante da classificação | Ver o restante da classificação | Ver o restante da classificação |
| Pos.                            | Bateria                         | Raia                            | Nadadora                        | Nacionalidade                   | Tempo                           | Notas                           |
| ------------------------------- | ------------------------------- | ------------------------------- | ------------------------------- | ------------------------------- | ------------------------------- | ------------------------------- |
| 31                              | 6                               | 0                               | Tjaša Vozel                     | Eslovênia                       | 1:09.27                         |                                 |
| 43                              | 4                               | 3                               | Anna Sztankovics                | Hungria                         | 1:09.34                         |                                 |
| 33                              | 4                               | 8                               | Dominika Sztandera              | Polónia                         | 1:09.38                         |                                 |
| 34                              | 3                               | 9                               | Maria Romanjuk                  | Estónia                         | 1:09.49                         | Recorde nacional                |
| 35                              | 4                               | 2                               | Julia Sebastian                 | Argentina                       | 1:09.71                         |                                 |
| 36                              | 4                               | 6                               | Jhennifer Conceição             | Brasil                          | 1:10.14                         |                                 |
| 37                              | 4                               | 7                               | Jung Seul-ki                    | Coreia do Sul                   | 1:10.19                         |                                 |
| 38                              | 3                               | 5                               | Aikaterini Sarakatsani          | Grécia                          | 1:10.68                         |                                 |
| 39                              | 3                               | 1                               | Mercedes Toledo                 | Venezuela                       | 1:10.70                         |                                 |
| 39                              | 4                               | 1                               | Fanny Deberghes                 | França                          | 1:10.70                         |                                 |
| 41                              | 4                               | 9                               | Ana Radić                       | Croácia                         | 1:10.83                         |                                 |
| 42                              | 2                               | 4                               | Daniela Carrillo                | México                          | 1:11.22                         |                                 |
| 43                              | 4                               | 0                               | Alina Zmushka                   | Bielorrússia                    | 1:11.39                         |                                 |
| 44                              | 3                               | 4                               | Aļona Ribakova                  | Letônia                         | 1:11.45                         |                                 |
| 45                              | 3                               | 7                               | Kong Yvette Man Yi              | Hong Kong                       | 1:11.46                         |                                 |
| 46                              | 3                               | 2                               | Phee Phee Jinq En               | Malásia                         | 1:11.76                         |                                 |
| 47                              | 3                               | 0                               | Daniela Lindemeier              | Namíbia                         | 1:12.07                         |                                 |
| 48                              | 4                               | 4                               | Anastasiia Malavina             | Ucrânia                         | 1:12.77                         |                                 |
| 49                              | 3                               | 6                               | Dariya Talanova                 | Quirguistão                     | 1:13.68                         |                                 |
| 50                              | 3                               | 8                               | Alexandra Vinicenco             | Moldávia                        | 1:13.88                         |                                 |
| 51                              | 3                               | 3                               | Sin Jin-hui                     | Coreia do Norte                 | 1:14.52                         |                                 |
| 52                              | 2                               | 5                               | Lei On Kei                      | Macau                           | 1:15.17                         |                                 |
| 53                              | 2                               | 7                               | Amy Micallef                    | Malta                           | 1:16.02                         |                                 |
| 54                              | 2                               | 0                               | Barbara Vali-Skelton            | Papua-Nova Guiné                | 1:16.85                         |                                 |
| 55                              | 2                               | 8                               | Tilka Paljk                     | Zâmbia                          | 1:17.13                         |                                 |
| 56                              | 2                               | 3                               | Jamila Lunkuse                  | Uganda                          | 1:17.23                         |                                 |
| 57                              | 2                               | 2                               | Evita Leter                     | Suriname                        | 1:17.97                         |                                 |
| 58                              | 2                               | 1                               | Pilar Shimizu                   | Guam                            | 1:18.11                         |                                 |
| 59                              | 2                               | 6                               | Izzy Joachim                    | São Vicente e Granadinas        | 1:18.28                         |                                 |
| 60                              | 2                               | 9                               | Teona Bostashvili               | Geórgia                         | 1:19.53                         |                                 |
| 61                              | 1                               | 3                               | Claudia Verdino                 | Mónaco                          | 1:19.85                         |                                 |
| 62                              | 1                               | 2                               | Bonita Imsirovic                | Botswana                        | 1:20.81                         |                                 |
| 63                              | 1                               | 5                               | Oreoluwa Cherebin               | Granada                         | 1:21.06                         |                                 |
| 64                              | 1                               | 4                               | Rechael Tonjor                  | Nigéria                         | 1:21.54                         |                                 |
| 65                              | 1                               | 7                               | Darya Semyonova                 | Turquemenistão                  | 1:23.19                         |                                 |
| 66                              | 1                               | 6                               | Anum Bandey                     | Paquistão                       | 1:25.11                         |                                 |
| 67                              | 1                               | 1                               | Alphonsine Agahozo              | Ruanda                          | 1:27.80                         |                                 |
| 68                              | 1                               | 0                               | Daniah Hagul                    | Líbia                           | 1:28.59                         |                                 |
| 69                              | 1                               | 8                               | Sajina Aishath                  | Maldivas                        | 1:32.10                         |                                 |
| 70 !                            | 1                               | 9                               | Alia Al-Shamsi                  | Emirados Árabes Unidos          |                                 | DSQ'                            |

### Semifinal
Esses foram os resultados das semifinais.
Semifinal 1
| Pos. | Raia | Nadadora                  | Nacionalidade | Tempo   | Notas |
| ---- | ---- | ------------------------- | ------------- | ------- | ----- |
| 1    | 5    | Rūta Meilutytė            | Lituânia      | 1:05.64 | Q     |
| 2    | 4    | Shi Jinglin               | China         | 1:06.28 | Q     |
| 3    | 6    | Jennie Johansson          | Suécia        | 1:06.76 | Q     |
| 4    | 3    | Hrafnhildur Lúthersdóttir | Islândia      | 1:07.11 | Q     |
| 5    | 1    | Rachel Nicol              | Canadá        | 1:07.24 |       |
| 6    | 7    | Lorna Tonks               | Austrália     | 1:07.54 |       |
| 7    | 8    | Jenna Laukkanen           | Finlândia     | 1:07.60 |       |
| 8    | 2    | Jessica Vall              | Espanha       | 1:08.02 |       |

Semifinal 2
| Pos. | Raia | Nadadora              | Nacionalidade  | Tempo   | Notas |
| ---- | ---- | --------------------- | -------------- | ------- | ----- |
| 1    | 4    | Yuliya Yefimova       | Rússia         | 1:05.60 | Q     |
| 2    | 2    | Alia Atkinson         | Jamaica        | 1:06.21 | Q,    |
| 3    | 3    | Kanako Watanabe       | Japão          | 1:06.64 | Q     |
| 4    | 8    | Arianna Castiglioni   | Itália         | 1:06.95 | Q     |
| 5    | 6    | Taylor McKeown        | Austrália      | 1:07.19 |       |
| 6    | 5    | Jessica Hardy         | Estados Unidos | 1:07.22 |       |
| 7    | 1    | Rikke Møller Pedersen | Dinamarca      | 1:07.42 |       |
| 8    | 7    | Fanny Lecluyse        | Bélgica        | 1:07.75 |       |

### Final
Esse foi o resultado da final.
| Pos.              | Raia | Nadadora                  | Nacionalidade | Tempo   | Notas |
| ----------------- | ---- | ------------------------- | ------------- | ------- | ----- |
| Medalha de ouro   | 4    | Yuliya Yefimova           | Rússia        | 1:05.66 |       |
| Medalha de prata  | 5    | Rūta Meilutytė            | Lituânia      | 1:06.36 |       |
| Medalha de bronze | 3    | Alia Atkinson             | Jamaica       | 1:06.42 |       |
| 4                 | 2    | Kanako Watanabe           | Japão         | 1:06.43 |       |
| 5                 | 6    | Shi Jinglin               | China         | 1:06.55 |       |
| 6                 | 8    | Hrafnhildur Lúthersdóttir | Islândia      | 1:07.10 |       |
| 7                 | 7    | Jennie Johansson          | Suécia        | 1:07.17 |       |
| 8                 | 1    | Arianna Castiglioni       | Itália        | 1:07.60 |       |

Legenda
| Recorde mundial       | Recorde mundial (World record)               |                       | Recorde africano                      | Recorde africano (African) |                                           | Q | Classificado por posição (Qualified) |
| Recorde do campeonato | Recorde do campeonato (Championship record)  | Recorde da América    | Recorde da América (Americas)         | q                          | Classificado por melhor tempo (Qualified) |   |                                      |
| Melhor marca do ano   | Melhor marca do ano (World leading)          | Recorde asiático      | Recorde asiático (Asian)              | DNS                        | Não largou (Did not start)                |   |                                      |
| Recorde nacional      | Recorde nacional (National record)           | Recorde europeu       | Recorde europeu (European)            | DNF                        | Não terminou (Did not finish)             |   |                                      |
| Recorde pessoal       | Recorde pessoal do atleta (Personal best)    | Recorde da Oceania    | Recorde da Oceania (Oceania)          | DSQ / DQ                   | Desclassificado (Disqualified)            |   |                                      |
| Recorde da temporada  | Recorde da temporada do atleta (Season best) | Recorde sul-americano | Recorde sul-americano (South America) | NM                         | Sem marca (No mark)                       |   |                                      |